# Ley de Responsabilidad Medioambiental
La Ley de Responsabilidad Medioambiental, también conocida como Ley 26/2007, transpone al Derecho español la Directiva 2004/35/CE del Parlamento Europeo y del Consejo sobre responsabilidad medioambiental en relación con la prevención y reparación de daños medioambientales.

## Orígenes e implicancia
La Ley de Responsabilidad Medioambiental desarrolla el artículo 45 de la Constitución, en cuanto a la utilización racional de los recursos naturales. Se hacen efectivos dos principios fundamentales de la normativa comunitaria en materia de medio ambiente: el principio de prevención y el principio de «quien contamina paga». Incorpora un doble sistema de responsabilidad objetiva y por culpa. Determinadas actividades peligrosas, incluidas en un Anexo a la Ley, se sujetan a un régimen legal más riguroso. Una de las principales novedades de la ley es la regla de presunción de causalidad, conforme a la cual si una actividad incluida en ese anexo es idónea para causar el daño se considera que lo ha causado. La presunción admite prueba en contrario aunque la ley no prevé qué prueba es necesaria para desactivar la presunción.
Las administraciones competentes para hacer cumplir esta Ley son las Comunidades Autónomas, salvo en el caso de que los daños se produzcan en el dominio público de titularidad estatal, el dominio público marítimo-terrestre o el dominio público hidráulico, en cuyo caso la Administración General del Estado es la competente.
No tiene efectos retroactivos y es compatible con la exigencia de otras responsabilidades de carácter penal o administrativo. La acción civil de los particulares afectados también queda a salvo, aunque la Ley prohíbe la doble recuperación de costes (art. 5). 
Se ha desarrollado mediante el Real Decreto 2090 /2008, de 22 de diciembre, por el que se aprueba el Reglamento de desarrollo parcial de la Ley 26/2007, de 23 de octubre, de Responsabilidad Medioambiental.

## Objetivo
Pretende que las empresas respondan de los daños que causen a determinados recursos naturales (suelo, aguas, especies silvestres y hábitats protegidos, riberas del mar y ríos). Los daños a las personas o a sus propiedades no se contemplan en este texto. 
La ley se centra en el daño ecológico puro, consistente en el daño a recursos naturales medioambientales abstracción hecha de su titularidad pública o privada. Las empresas están obligadas a devolver el recurso dañado a su situación inicial o, en caso de no ser posible, compensar el daño mediante otras acciones en otros lugares. No se permite la indemnización pecuniaria de daños a terceros.
La contaminación del aire no está incluida en esta ley si no afecta a alguno de los recursos naturales protegidos. La Ley no incluye en su ámbito de aplicación los daños causados por riesgos nucleares ni los casos de transporte marítimo de petróleo o mercancías peligrosas, sujetos a sus propias Convenciones internacionales.

## Modificaciones
La Ley 11/2014, de 3 de julio, por la que se modifica la Ley anterior 26/2007 al respecto de la Responsabilidad Medioambiental promueve, de forma resumida, las siguientes modificaciones:
- Reafirma los principios de prevención de la Ley 26/2007 y promueve que las diferentes administraciones impulsen los análisis de riesgos ambientales de manera voluntaria a las empresas cuya actividad es susceptible de ocasionar daños ambientales para gestionar el riesgo correctamente.

- Mejora y facilita el procedimiento de la constitución de la garantía financiera obligatoria. Las empresas obligadas a constituir dicha garantía, serán las que determinarán la cuantía de la misma con la ayuda de los análisis de riesgos ambientales según sus actividades. De igual manera incluye las pautas por la que se basarán las exenciones de la constitución de garantía financiera obligatoria de determinadas empresas por actividades económicas desarrolladas. Estas pautas son la escasa probabilidad de generar daños ambientales y el bajo nivel de accidentalidad de determinadas actividades industriales.

- Mejora la protección medioambiental asegurando que se cubran los posibles daños a las aguas marinas.[a]

- Amplia los tiempos aplicables a los procedimiento de exigencia de la Responsabilidad Medioambiental a 6 meses, debido a la complejidad técnica que conlleva su tramitación.

- Se mejora la redacción de los artículos correspondientes a la distribución de competencias el caso de las obras públicas de interés general y el ámbito de aplicación de la ley en las mismas.